# VTM FC
Der VTM Football Club ist ein botswanischer Fußballverein aus der Hauptstadt Gaborone. Aktuell spielt der Verein in der höchsten Liga des Landes, der Botswana Premier League.

## Geschichte
Der Verein wurde 2017 in der Hauptstadt Gaborone gegründet. Die Saison 2022/23 spielte der Klub in der zweiten Liga. Hier trat man in der SOUTH Gruppe an. Am Ende der Saison wurde der Verein Vizemeister der Gruppe. In den Aufstiegsspielen konnte man sich gegen den Vizemeister der NORTH Gruppe Chadibe North FC durchsetzen.

## Stadion
Seine Heimspiele trägt der Verein in der VTM Arena in Gaborone aus.